# Mobil operációs rendszer

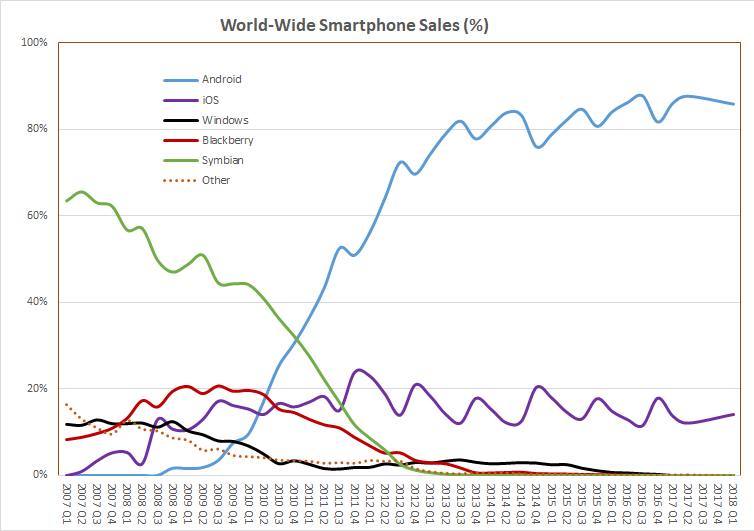
Okostelefon-eladások világszerte a Gartner adatai szerint (%).

Egy mobil operációs rendszer, másként mobil OS vagy mobil szoftverplatform (ha a szoftverfejlesztési keretrendszert is ideértjük) az operációs rendszerek azon csoportja, amik egy hordozható, kézi eszközt (például mobiltelefont, okostelefont vagy táblagépet) működtetnek. Működésük és felépítésük nagyban hasonlít „asztali” társaikéra, mint a Windows, OS X vagy a különböző Linux disztribúciók, amik többek közt asztali számítógépeken, notebookokon és laptopokon működnek. Valamelyest mégis egyszerűbbek és főképp a vezeték nélküli kapcsolattartásra és a multimédiára koncentrálnak, a kommunikációs eszköz funkciója mellett a felhasználó szemszögéből inkább szórakoztatóelektronikai, mint informatikai eszközök, és általában más beviteli megoldásokat alkalmaznak.
Tipikus példák a mobilos operációs rendszereket futtató eszközökre az okostelefonok, a PDA-k, az XDA-k (utóbbi a telefonos PDA kevésbé elterjedt elnevezése  ma már okostelefonként hivatkoznak rájuk is) és a táblagépek.

## Rövid történetük
A mobileszközök egyre nagyobb terjedése egyre inkább fokozni kezdte a versenyt a szoftveróriások, mint a Google,  és az Apple, valamint az ipar vezetői, mint a Nokia,  és a Palm között, hogy a legnagyobb piaci részesedést szerezhessék maguknak.
Az iPhone 2007-es megjelenésével az Apple jelentősen felkavarta a piac addigi állóvizét, elkezdett egy új fejezetet az okostelefonok világában, ami a felhasználói élményre és az ujjal történő érintésalapú vezérlésre helyezi a hangsúlyt. 2007 novemberében a Google megalapította az Open Handset Alliance-t 79 másik hardver-, szoftver- és telekommunikációs vállalattal, hogy betörhessenek az okostelefon piacra az új Android operációs rendszerrel. Habár a fogadtatása főképp pozitív volt a média és a nagyközönség részéről is, az Android érkezése feszültséget keltett az Apple és a Google közt, ami végül 2009-ben a Google volt vezérigazgatójának, Eric Schmidtnek a kilépéséhez vezetett az Apple testületi vezetőségéből.
Az Apple-féle iOS és a Google-féle Android indulása óta az okostelefon piac és ezek népszerűsége robbanásszerű növekedésnek indult, 2010 májusában több, mint 17,3%-a a telefonoknak okostelefon volt. Ez nagyobb vevői tudatossághoz vezetett a különböző mobil operációs rendszereket illetően, mivel a mobiltelefon szolgáltatók és gyártók rendszeresen reklámozták az általuk preferált/fejlesztett op.rendszert. 2011 januárjára a Google kezében volt az okostelefon piac 33,3%-a világviszonylatban, ami hatalmas növekedés az egy évvel korábbi 4,7%-os részesedéshez képest. A Nokia, az Apple, a RIM és a Microsoft részesedése rendre 31%, 16,2%, 14,6% és 3,1% volt.

## Mobilos navigáció
2009-ben a Canalys becslése szerint 163 millió GPS chippel ellátott okostelefon volt forgalomban világszerte, aminek 51%-a a Nokia gyártósorairól érkezett. 2010. január 22-én a Nokia kiadta az ingyenes verzióját az Ovi Maps navigációs megoldásának, hogy ezzel is növelje felhasználói létszámát. A Google a Maps szolgáltatását 2005-ben alapította, ami eleinte csak térképeket és műholdképeket, később panorámás utcaképeket kínált nem navigációs céllal. Ez átkerült az Android operációs rendszerű telefonokra és elkészült más mobil operációs rendszerekre is. Később navigációs képességet is kapott, azonban eleinte csak online és csak pár országban, például az Egyesült Államokban volt elérhető. Magyarországon az ingyenes navigáció 2011. augusztus 11-e óta érhető el. A megoldás korábban kibővült részleges offline funkcionalitással, ami a jövőben teljes offline navigációt is lehetővé tesz majd.
Ezekre válaszul készítette a Microsoft a Bing Maps szoftvert.

## Operációs rendszerek okostelefonra
A telefonok leggyakoribb operációs rendszerei közt szerepel például a Google által fejlesztett Android, az Apple által készített iOS, a RIM által fejlesztett Blackberry OS és egy QNX variáns, a Microsoft Windows Phone (egyelőre csak Windows Phone 7.x) rendszere, a HP webOS-e, a Samsung op.rendszere, a Nokia Maemo-ja és MeeGo for Nokia N9 alias MeeGo Harmattan rendszere, ami a Maemo Harmattan és a MeeGo kompatibilitást garantáló Qt keretrendszer és egyéb MeeGo összetevőkből született, valamint a főképp az Intel által fejlesztett MeeGo.

### A leggyakoribb operációs rendszerek, szoftverplatformok
- Android a Google Inc-től

Az Android operációs rendszert kezdetben egy kis cég fejlesztette, amit a Google Inc. megvásárolt és folytatta a rendszer fejlesztését. Az Android egy a Google szolgáltatást biztosító programokat leszámítva nyílt forráskódú, Linux alapú, Dalvikot futtató operációs rendszer, ami mögött a Google a legismertebb név, de ~82 egyéb cég, például az Intel, a HTC, az ARM, a Samsung, a Motorola – 2012-től a Motorola Mobility már a Google Inc. tulajdona – és az eBay áll, amik az Open Handset Alliance-t alkotják.
Az első kiadása 2007. november 5-én volt. Az Android főverziók sorban: 1.0, 1.5, 1.6, 2.0, 2.1, 2.2, 2.3, 3.0 (csak tabletekre), 4.0 (tabletekre és okostelefonokra egyaránt optimalizált), 4.1. Mindegyik főverzió egy édesség után kapta a becenevét, ezek sorban: Apple Pie (utólagos elnevezés), Banana Bread (utólagos elnevezés), Cupcake, Donut, Éclair (2.0 és 2.1 egyaránt), Froyo, Gingerbread, Honeycomb, Ice Cream Sandwich, Jelly Bean.
Az első kereskedelmi forgalomban kapható telefon a HTC Dream alias T-Mobile G1 volt.
- Blackberry OS a RIM-től

Ez az operációs rendszer a könnyű kezelhetőségre és üzleti felhasználásra fókuszál. Az utóbbi időben az alkalmazásellátottsága nagyon ingadozik, emellett multimédiatámogatást is kapott. Jelenleg a Blackberry App World 15.000 feletti letölthető alkalmazást tudhat magáénak. A RIM jövőbeni stratégiája a Blackberry OS mellett a QNX-re is fókuszál, amit már el is indított a Blackberry Playbook fedélzetén. Az első QNX okostelefonokra 2012 elején lehet számítani.
- iOS az Apple-től

Az iOS az Apple iPhone, iPod Touch és iPad operációs rendszere, amit az OS X-ből készítettek. Külső fejlesztőtől származó alkalmazások nem voltak elérhetők a második verziójáig (ekkor még iPhone OS-nek hívták), tehát az első iPhone nem tekinthető valós okostelefonnak vagy PDA-nak, habár egy úgynevezett jailbraik eljárással lehetőség volt az akkor még nem túl sok alkalmazás telepítésére. Ez az eljárás még mindig elérhető, az újabb és újabb op.rendszer verziókhoz elkészítik, újabb és újabb lehetőségeket adva a merészebb iPhone felhasználók kezébe. Jelenleg minden iOS-t futtató eszközt az Apple fejleszt és a Foxconn vagy más Apple-lel szerződött partner gyárt.
- Symbian OS először a Symbian Alapítványtól, majd megvette a Nokia, illetve most az Accenture vette át a vele kapcsolatos tevékenységeket a Nokiától.[13]

A Symbian rendelkezett hosszú ideig a legnagyobb piaci részesedéssel az okostelefonok piacán. Eleinte a Nokián kívül más gyártók, mint az LG, a Mitsubishi, a Motorola, a Samsung a Sharp és a Sony Ericsson is gyártottak Symbiant futtató okostelefonokat. Ekkor még a híres S60 felület mellett egyebek közt egy UIQ felület is létezett, ez azonban háttérbe szorult, majd eltűnt. Végül a Nokia felvásárolta a Symbiant és nyílt forráskódúvá tette jelentős részét. Azonban az iPhone és az Androidot futtató eszközök megjelenésével a részesedésük zuhanni kezdett. A Nokia végül szövetségre lépett a Microsofttal Windows Phone alapú telefonok gyártása miatt. A Symbian fejlesztését az Accenture vette át, aki megerősítette annak támogatását 2016-ig.
- Windows Phone a Microsofttól. Jelenleg csak a 7.x verziók léteznek.

2010. február 15-én a Microsoft bemutatta a következő generációs mobil OS-ét, a Windows Phone 7-et. Az új op.rendszer egy teljesen átdolgozott GUI-t kapott, amit a Microsoft "Metro Design Language" inspirált. Teljes integrációt kapott a Microsoft szolgáltatásokkal, mint a Windows Live, a Zune, az Xbox Live és a Bing, de szintén integráltak sok nem Microsoft elemet, mint Facebook vagy Google fiókok hozzáadásának lehetőségét. Az új szoftverplatform pozitív visszhangot kapott a technológiai lapoktól.

### Terjeszkedő operációs rendszerek, szoftverplatformok
- QNX a RIM-től
- MeeGo az Intel és a Linux alapítvány együttműködésével, emellett a Nokia is fejleszti/fejlesztette (ennek valós állapota és a MeeGo Nokiánál való jövője egyelőre bizonytalan)
- Bada a Samsungtól

### Régebbi és/vagy már kifutott operációs rendszerek, szoftverplatformok
- Maemo a Nokiától
- PalmOS a Palmtól – ezt vásárolta meg a HP és elkészült a webOS
- WebOS a HP-től

Úgy volt, hogy a HP felhagy a webOS okostelefonokra és táblagépekre való fejlesztésével, így már nem sorolható az aktuális mobil operációs rendszerek csoportjába, már csak egyéb termékeiben lesz megtalálható, amennyiben nem törlik teljesen a projektet.
Egy okos lépéssel azonban nyílt forráskódúvá tették (és átnevezték Open webOS-re)
- Windows Mobile a Microsofttól

## Okostelefonok operációs rendszereinek piaci részesedése

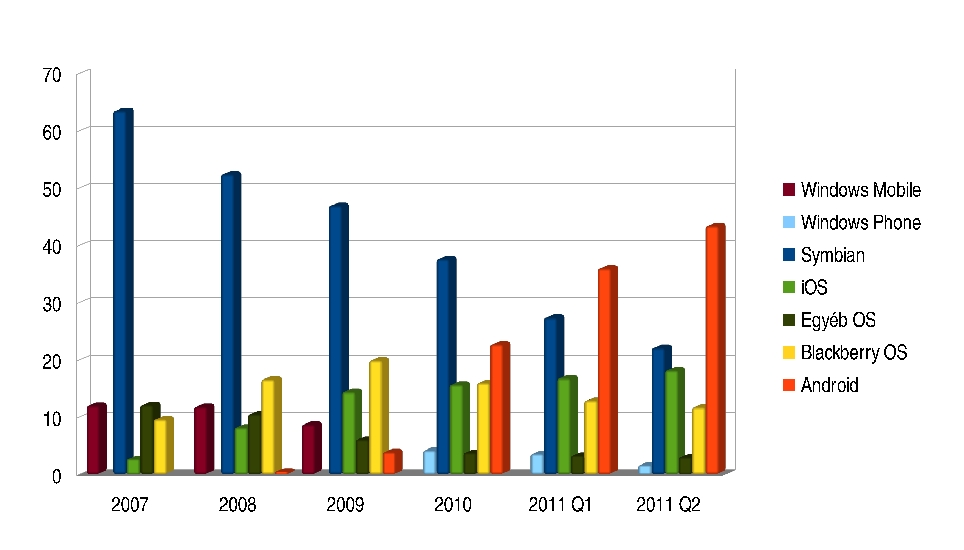
Piaci részesedés változás 2007-től 2011 második negyedévéig

| Forrás  | Év      | Symbian | Android | Blackberry OS | iOS   | Windows Mobile | Windows Phone 7 | Egyéb |
| ------- | ------- | ------- | ------- | ------------- | ----- | -------------- | --------------- | ----- |
| Gartner | 2011 Q2 | 22,1%   | 43,4%   | 11,7%         | 18,2% | N/A            | 1,6%            | 3,0%  |
| Gartner | 2011 Q1 | 27,4%   | 36,0%   | 12,9%         | 16,8% | N/A            | 3,6%            | 3,3%  |
| Gartner | 2010    | 37,6%   | 22,7%   | 16,0%         | 15,7% | N/A            | 4,2%            | 3,8%  |
| Gartner | 2009    | 46,9%   | 3,9%    | 19,9%         | 14,4% | 8,7%           | N/A             | 6,1%  |
| Gartner | 2008    | 52,4%   | 0,5%    | 16,6%         | 8,2%  | 11,8%          | N/A             | 10,5% |
| Gartner | 2007    | 63,5%   | N/A     | 9,6%          | 2,7%  | 12,0%          | N/A             | 12,1% |

## Fordítás
- Ez a szócikk részben vagy egészben  a   Mobile operating system című angol Wikipédia-szócikk fordításán alapul.  Az eredeti cikk szerkesztőit annak laptörténete sorolja fel. Ez a jelzés csupán a megfogalmazás eredetét és a szerzői jogokat jelzi, nem szolgál a cikkben szereplő információk forrásmegjelöléseként.